# Campeonato Asiático de Atletismo de 2011 - Lançamento de disco masculino
A prova do lançamento de disco masculino do Campeonato Asiático de Atletismo de 2011 foi disputada no dia 7 de julho de 2011 no Kobe Universiade Memorial Stadium em Kobe,  no Japão. 

## Recordes
Antes desta competição, os recordes mundiais e do campeonato nesta prova eram os seguintes:
|                       | Nome          | Nacionalidade     | Distância | Local          | Data                |
| --------------------- | ------------- | ----------------- | --------- | -------------- | ------------------- |
| Recorde mundial       | Jürgen Schult | Alemanha Oriental | 74m 08cm  | Neubrandenburg | 6 de junho de 1986  |
| Recorde do campeonato | Ehsan Haddadi | Irão              | 65m 38cm  | Amã            | 27 de julho de 2007 |
| Recorde asiático      | Ehsan Haddadi | Irão              | 69m 32cm  | Tallinn        | 3 de junho de 2008  |

## Medalhistas
| Ouro               | Prata             | Bronze        |
| Ehsan Hadadi (IRI) | Vikas Gowda (IND) | Wu Jian (CHN) |

## Cronograma
Todos os horários são locais (UTC+9).
| Data       | Hora  | Evento |
| ---------- | ----- | ------ |
| 7 de julho | 10:00 | Final  |

## Final
A final da prova ocorreu dia 7 de julho às 10:00. 
| Posição           | Atleta            | Nacionalidade | #1    | #2    | #3    | #4    | #5    | #6    | Resultados |
| ----------------- | ----------------- | ------------- | ----- | ----- | ----- | ----- | ----- | ----- | ---------- |
| Medalha de ouro   | Ehsan Haddadi     | Irã           | 58.63 | 60.84 | x     | 62.27 | 60.71 | 61.21 | 62.27      |
| Medalha de prata  | Vikas Gowda       | Índia         | 58.88 | 57.90 | 60.99 | 59.93 | 61.58 | 58.37 | 61.58      |
| Medalha de bronze | Wu Jian           | China         | 50.57 | 52.97 | 55.56 | x     | 54.53 | 56.61 | 56.61      |
| 4                 | Mahmoud Samimi    | Irã           | 51.86 | x     | 52.70 | x     | 56.22 | 55.56 | 56.22      |
| 5                 | Musab Momani      | Jordânia      | 53.05 | x     | 53.90 | 54.49 | x     | 52.22 | 54.49      |
| 6                 | Shigeo Hatakeyama | Japão         | 51.42 | 54.11 | 50.99 | x     | 51.00 | 53.07 | 54.11      |
| 7                 | Hamid Manssour    | Síria         | 52.05 | x     | 52.02 | x     | 51.66 | x     | 52.02      |
| 8                 | Haider Jabreen    | Iraque        | 50.07 | 50.26 | 51.25 | x     | x     | x     | 51.25      |
| 9                 | Shiro Kobayashi   | Japão         | 45.98 | x     | 49.95 |       |       |       | 49.95      |
| 10                | Yao-Hui Wang      | Taipé Chinesa | 48.63 | ×     | ×     |       |       |       | 48.63      |

Legenda
| Recorde mundial       | Recorde mundial (World record)               |                       | Recorde africano                      | Recorde africano (African) |                                           | Q | Classificado por posição (Qualified) |
| Recorde do campeonato | Recorde do campeonato (Championship record)  | Recorde da América    | Recorde da América (Americas)         | q                          | Classificado por melhor tempo (Qualified) |   |                                      |
| Melhor marca do ano   | Melhor marca do ano (World leading)          | Recorde asiático      | Recorde asiático (Asian)              | DNS                        | Não largou (Did not start)                |   |                                      |
| Recorde nacional      | Recorde nacional (National record)           | Recorde europeu       | Recorde europeu (European)            | DNF                        | Não terminou (Did not finish)             |   |                                      |
| Recorde pessoal       | Recorde pessoal do atleta (Personal best)    | Recorde da Oceania    | Recorde da Oceania (Oceania)          | DSQ / DQ                   | Desclassificado (Disqualified)            |   |                                      |
| Recorde da temporada  | Recorde da temporada do atleta (Season best) | Recorde sul-americano | Recorde sul-americano (South America) | NM                         | Sem marca (No mark)                       |   |                                      |